# Vos no me llamaste
«Vos no me llamaste» es una canción de la banda de rap metal uruguaya El Peyote Asesino, lanzada el 9 de octubre de 2020 como primer sencillo de su tercer álbum de estudio Serial (2021).

## Lanzamiento
La banda anunció vía redes sociales la salida de un sencillo que se iba a publicar en su tercer álbum de estudio, Serial (2021); en la cuenta oficial de Peyote en Twitter escribieron: «Rascar en el pasado, plantarse en el presente, saltar al futuro. Encontrar los resortes y dar el salto. Reinventar el ritmo, las rimas, las guitarras feroces y el humor. Hacer música nueva de nuevo. Vos no me llamaste pero igual acá estoy».

## Video musical
El video musical de «Vos no me llamaste» se estrenó en YouTube el 9 de octubre de 2020; presenta a la banda actuando en un estudio, mientras que en otras escenas aparece el menú principal de MacOS junto con un par de gifs, montajes, collages de actuaciones de la banda.